# Metabraxas paucimaculata
Metabraxas paucimaculata är en fjärilsart som beskrevs av Inoue 1955. Metabraxas paucimaculata ingår i släktet Metabraxas och familjen mätare. Inga underarter finns listade i Catalogue of Life.